# Monterey (Califórnia)
Monterey é uma cidade localizada no Condado de Monterey e situa-se na parte meridional da Baía de Monterey na costa pacífica da Califórnia Central. Foi incorporada em 14 de junho de 1890. Está a uma altitude de 8 m, numa área total de 30,5 km2. O censo dos Estados Unidos de 2010 registrou 27 810 habitantes.
Monterey foi a capital da Alta Califórnia entre 1777 e 1846 tanto sob administração da Nova Espanha como do México. Era o único porto de entrada de bens taxáveis na Califórnia. Em 1846 a bandeira dos Estados Unidos foi hasteada no edifício da Alfândega, e a Califórnia foi reivindicada pelos Estados Unidos.
A cidade teve o primeiro teatro, edifício público, biblioteca pública, escola pública, editora e jornal da Califórnia. Monterey e a sua área circundante atraíram artistas desde o final do século XIX, sendo muitos, os pintores e escritores famosos que aí viveram. Até à década de 1950, havia abundante indústria de pesca."
Entre as atrações da atual Monterey encontram-se o Monterey Bay Aquarium (Aquário da Baía de Monterey), a Cannery Row, o Fisherman's Wharf e o Festival de Jazz de Monterey que se realiza anualmente.

## História

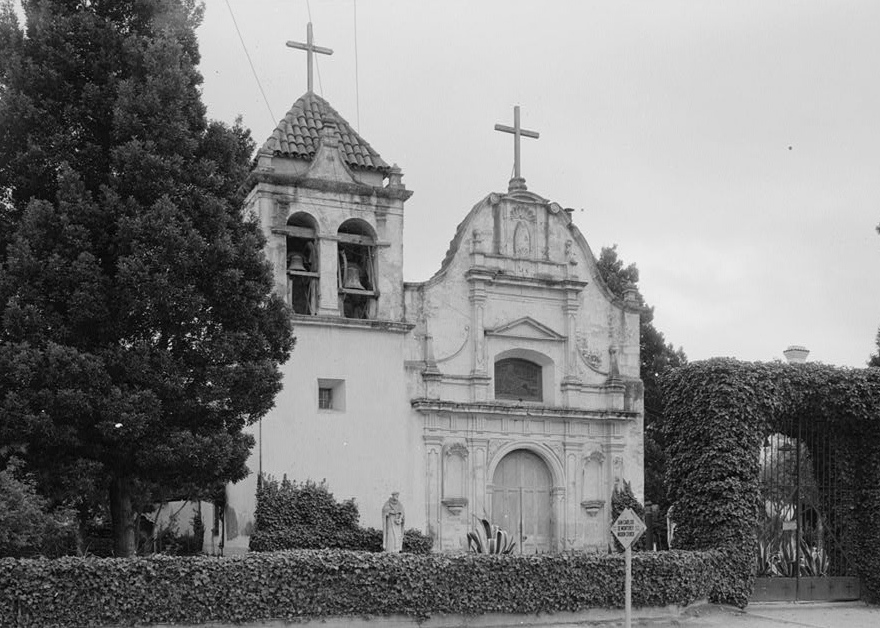
Royal Presidio Chapel, cerca de 1934. O edifício existente data de 1794.

Muito antes da chegada dos exploradores espanhóis, a tribo Ohlone Rumsen, um dos sete grupos linguisticamente distintos Ohlone na Califórnia, habitava a área hoje conhecida como Monterey. Viviam da caça, pesca e coleta de alimentos na área próximo à península de Monterey. Descobriu-se uma série de concheiros na região e, com base nas provas arqueológicas, concluiu-se que a principal fonte de alimentos marinhos dos Ohlone consistia em mexilhão e abalone. Vários concheiros foram descobertos ao longo de 20 km da costa rochosa na península de Monterey entre Fishermans' Wharf em Monterey até Carmel.

### Período colonial
Inicialmente uma localidade foi fundada em 1770 pelo padre Junípero Serra e pelo explorador Gaspar de Portolà, que mais tarde seria nomeado governador da Baixa e Alta Califórnia (1767–1770). Monterey serviu como capital da Califórnia de 1777 até 1849, sob o governo da Espanha e do México. Surgiram outras variantes para o nome da cidade, como Monte Rey e Montery. Portolà criou o Presídio de Monterey para defender o porto contra uma possível invasão russa. Em 3 de junho de 1770, Serra fundou a Catedral de San Carlos Borromeo, também conhecida como Capela do Presídio Real. Serra logo entrou em conflito com o governador militar Pedro Fages, que trabalhava no presídio e serviu o governador da Alta Califórnia  entre 1770 e 1774. Serra moveu a missão para Carmel-by-the-Sea no ano seguinte para ganhar maior independência de Fages, e os prédios existentes de madeira e adobe se tornaram a  Capela de San Hose para o presídio de Monterey.
Monterey se tornou a capital da província das duas califórnias em 1777, e a capela foi renomeada como Capela Real do Presídio. A igreja original foi destruída por um incêndio em 1789 e no lugar existe uma estrutura de pedra de areia. Ela foi completada em 1794 por mão-de-obra indígena. Em 1840, a capela foi dedicada para a proteção de outro santo, São Carlos Borromeu. A catedral faz parte da mais antiga paróquia ainda em funcionamento e o mais antigo prédio de pedra da Califórnia. É também a mais antiga (e a menor) catedral ainda em uso junto com a Catedral de Saint Louis, em Nova Orleãs, estado de Louisiana. É a única capela de um presídio existente na Califórnia e o único prédio remanescente do Presídio de Monterey.
A cidade era originalmente a única porta de entrada para todos os bens tributáveis na Califórnia. Todos os embarques para a Califórnia por mar foram obrigados a passar pela Alfândega, o mais antigo edifício governamental no Número Um dos Marcos Históricos Californianos.  Construído em três fases, os espanhóis  começaram a construção da Alfândega, em 1814, o governo mexicano concluiu a seção central em 1827, e o governo dos Estados Unidos terminou a extremidade inferior em 1846.

### Período californiano

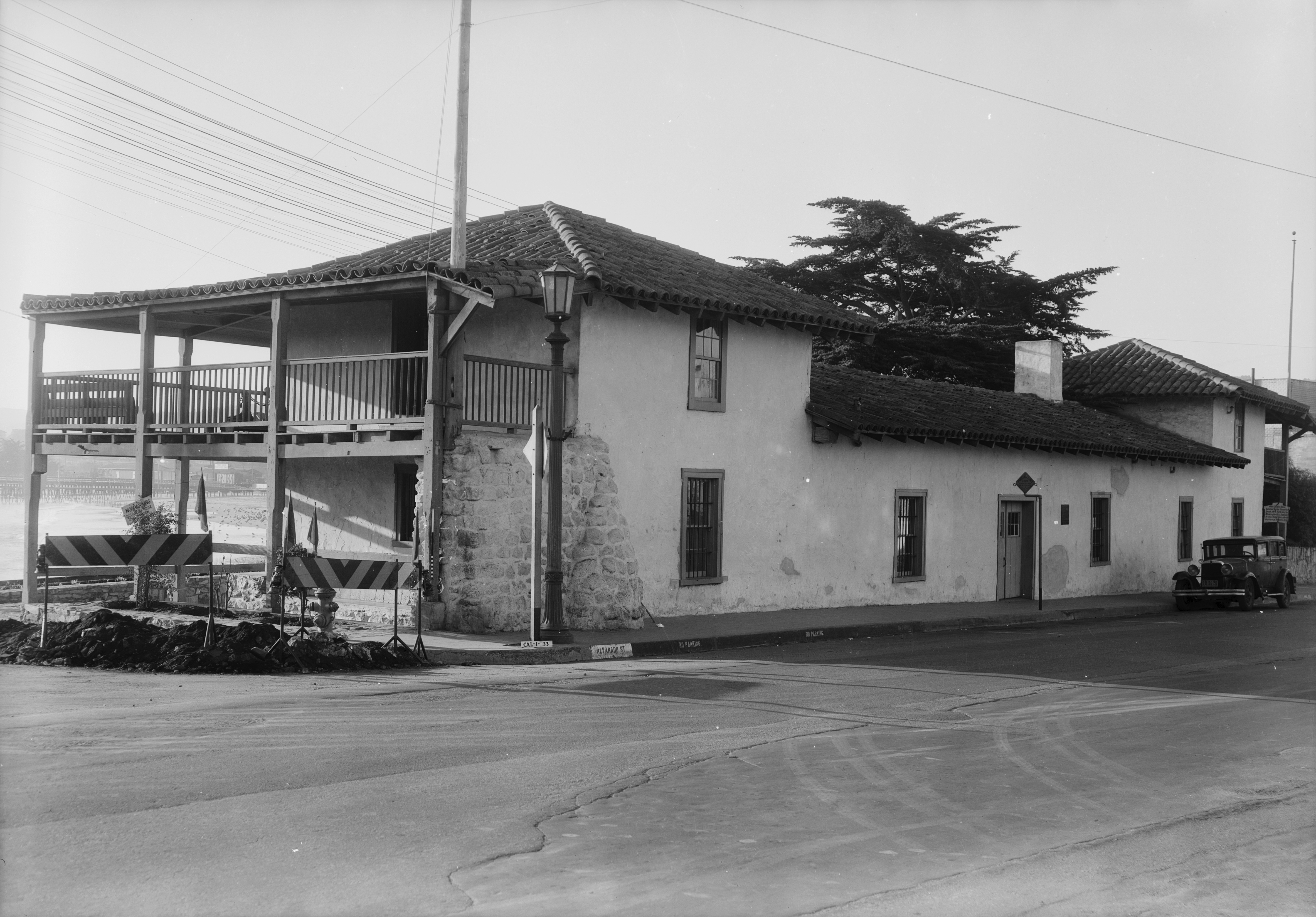
Foto da alfândega de Monterey em 1936.

Monterey foi também o local da Batalha de Monterey em 7 de julho de 1846, durante a Guerra Mexicano-Americana. Foi nesta data que John D. Sloat, comodoro na Marinha dos Estados Unidos, levantou a bandeira dos EUA sobre a alfândega de Monterey declarou que a Califórnia agora fazia parte dos  Estados Unidos.
Além disso, muitas "estreias" históricas  ocorreram em Monterey. Estas incluem o primeiro teatro da Califórnia, casa de tijolo, escola financiada publicamente, edifício público, biblioteca pública e imprensa, que publicou O Californiano, primeiro jornal da Califórnia. Larkin House, um dos Parques Estaduais Históricos de Monterey, construídos no período mexicano por Thomas Oliver Larkin, é um dos primeiros exemplos de arquitetura colonial de Monterey. A velha alfândega, o centro histórico e a Capela Real do Presídio também são marcos históricos nacionais. O Adobe Cooper-Molera é um marco histórico nacional Colton Hall, construído em 1849 por Walter Colton era originalmente a escola pública e um local de encontro do governo. Ele também recebeu a primeira convenção da Califórnia constitucional. Hoje abriga um museu, enquanto edifícios adjacentes servem como a sede do governo local. O correio de  Monterey foi inaugurado em 1849. Monterey foi incorporada em 1889.
Monterey havia ficado famoso em relação à pesca abundante na Baía de Monterey. Isso mudou em 1950, quando o negócio da pesca local entrou em colapso devido à pesca excessiva. Alguns dos camarotes dos pescadores velhos do início do século XX foram preservados em seu estado original ao longo da Cannery Row.
A cidade tem uma história notável como um centro de pintores na Califórnia no final do século XIX e início do século XX. Pintores como Frank Arthur Mathews, Armin Hansen, Martinez Xavier, Meeks Rowena Abdy e Gray Percy que viveram ou visitaram a cidade buscaram a pintura nos estilos en plein air ou tonalismo.
Além dos pintores, muitos autores conhecidos também viveram e em torno da área de Monterey, incluindo John Steinbeck, Jeffers Robinson, Robert A. Heinlein, Henry Miller, Ed Ricketts, e Robert Louis Stevenson.
Mais recentemente, Monterey ficou reconhecido por seu envolvimento significativo na aprendizagem pós-secundária de outras línguas que não o Inglês e seu papel importante na prestação de serviços de tradução e interpretação em todo o mundo. Em novembro de 1995, o governador da Califórnia Pete Wilson proclamou Monterey como "A Capital Linguística do Mundo".

## Geografia
De acordo com o United States Census Bureau, a cidade tem uma área de 30,5 km², onde 21,9 km² estão cobertos por terra e 8,5 km² por água.

### Localidades na vizinhança
O diagrama seguinte representa as localidades num raio de 8 km ao redor de Monterey.

## Demografia
Segundo o censo nacional de 2010, a sua população é de 27 810 habitantes e sua densidade populacional é de 1 267,71 hab/km². Possui 13 584 residências, que resulta em uma densidade de 619,22 residências/km².

## Marcos históricos
A relação a seguir lista as entradas do Registro Nacional de Lugares Históricos em Monterey. Os primeiros marcos foram designados em 15 de outubro de 1966 e o mais recente em 21 de outubro de 2020. Aqueles marcados com ‡ também são um Marco Histórico Nacional.
- El Castillo
- G. T. Marsh and Sons
- James W. Finch House
- Josiah Merritt Adobe
- Larkin House‡
- Lou Ellen Parmelee House
- Mary C. W. Black Studio House
- Monterey Old Town Historic District‡
- Pacific Biological Laboratories
- Royal Presidio Chapel‡
- St. John’s Chapel, Del Monte
- Stevenson House
- U.S. Customhouse‡